# 海南兔
海南兔（学名：Lepus hainanus）为兔科兔属的哺乳动物，是中国的特有物种。分布于海南等地。该物种的模式产地在海南，现已近乎绝迹。海南兔最早由英国外交官羅伯特·斯文豪于1868年发现并命名。

## 描述
海南兔體型細小，體長小於40厘米，重量僅1.5公斤。牠的頭小而圓。它的長耳長度超過它的後腿。尾巴的上部是黑色的，而下部分是白色的。體色比其他大多數野兔更加多彩：背部呈棕黑色和白色，其腹部為白色，毛皮的側是一種混合的棕黃色和棕白色，而四肢是黑褐色。

## 生活習性

### 行為
海南兔是一個獨居的動物，在夜間或黃昏出沒，而且不居住在洞穴中，而是隱藏在灌木叢中。它喜歡生活在平坦，涼爽以及長滿灌木的地方。

## 生境和分佈
海南兔被發現在海南島西部的乾旱草原，並不住在山上或農田，也不會从不到高山地区活动。

### 分布
- 琼海
- 海口
- 陵水
- 东方
- 白沙
- 儋县
- 乐东
- 昌江等地

栖息于海南岛西部丘陵平野的灌丛低草坡和滨海地区的旱生性草原中，在地势较为平坦、干爽、草木丛堆间杂的地带较多。

## 威脅
在過去幾年，海南兔因漂亮皮毛而被捕殺，這在一定程度上仍然繼續。另外，牠也受到棲息地喪失的威脅。

## 保护
- 中国国家重点保护动物等级：Ⅱ
- 中国濒危动物红皮书等级：渐危